# 1832 Мркос
1832 Мркос (1832 Mrkos) — астероїд головного поясу, відкритий 11 серпня 1969 року.
Тіссеранів параметр щодо Юпітера — 3,130.